# Бельцкая свободная экономическая зона
Бе́льцкая свобо́дная экономи́ческая зо́на (рум. Zona Economică Liberă «Bălţi») — часть территории муниципия Бельцы с определёнными границами, в пределах которой в отношении резидентов этой свободной экономической зоны устанавливается и действует специальный правовой режим для осуществления ими инвестиционной и предпринимательской деятельности.
Бельцкая СЭЗ создана на основании принятого Парламентом Республики Молдова Закона от 4 марта 2010 года с целью развития сектора промышленности машиностроения и металлообработки, привлечения иностранных инвестиций, а также повышения экспортного потенциала республики.
Резидент Бельцкой СЭЗ — юридическое лицо Республики Молдова или индивидуальный предприниматель Республики Молдова, зарегистрированные администрацией свободной экономической зоны в качестве резидента свободной экономической зоны в порядке, установленном законодательством о свободных экономических зонах.
Специальный правовой режим свободной экономической зоны — совокупность правовых норм, устанавливающих особый режим налогообложения и иного регулирования и предусматривающих более благоприятные, чем общеустановленные, условия для осуществления инвестиционной и предпринимательской деятельности.
Администрация свободной экономической зоны — орган управления свободной экономической зоной, создаваемый в порядке и форме, предусмотренных Законом Республики Молдова от 27.07.2001 № 440-XV «О свободных экономических зонах».
Законодательство о свободных экономических зонах основывается на Конституции Республики Молдова и состоит из Закона Республики Молдова от 27.07.2001 № 440-XV «О свободных экономических зонах» и других актов законодательства, регламентирующих вопросы создания, функционирования и ликвидации свободных экономических зон.
Бельцкая СЭЗ является частью территории муниципия Бельцы Республики Молдова.
Муниципий Бельцы расположен в 130 км к северо-западу от Кишинёва на реке Реут. Второй по количеству населения город в стране (после Кишинёва) — около 150 тысяч жителей. Бельцы являются экономическим и культурным центром северного региона. Площадь города — 60 км², с пригородами — 78 км².
Неофициальная столица севера Молдавии — муниципий Бельцы — крупный промышленный центр, основу экономического потенциала которого составляют машиностроительная, пищевая, легкая и приборостроительная промышленности. Годовой объём промышленного производства (в средних ценах на 2004 г.) — 2,2 млрд леев. Профильные учебные заведения Бельц обеспечивают подготовку высококвалифицированных специалистов данных отраслей. Находясь на пересечении важнейших трансъевропейских магистралей Запад-Восток и Север-Юг, Бельцы также являются крупным транспортным узлом, включающим разветвлённую сеть автомобильных и железных дорог. Бельцы обладают двумя аэропортами. Один из них — Международный аэропорт Бельцы-Лядовены, современный по советским стандартам, построенный в 80-х годах, где могут производить посадку большие реактивные авиалайнеры (одна взлётно-посадочная полоса длиной в 2 200 метров).
В настоящее время Бельцкая СЭЗ состоит из 5 участков: 1,4 га по ул. Доватор, 86, а также 10,35 га по ул. Индустриалэ, 4, и 148 га по улице Аэродромной что даёт свободной экономической зоне доступ к железной дороге и автомагистралям республиканского и международного значения (Е583). Кроме того, СЭЗ располагает коммунальной инфраструктурой, производственными площадями и складами.
В конце 2017 года в СЭЗ Bălți насчитывалось 55 компаний-резидентов. Их общий объем инвестиций составил около 162 миллионов долларов. Резиденты СЭЗ создали более 6 200 прямых рабочих мест со средней зарплатой более 11 600 леев. Общий оборот резидентов СЭЗ Bălți в 2017 году составил более 4 млрд леев, из которых 2,75 млрд леев - от продажи промышленной продукции. Эти результаты почти равны или даже превосходят результаты всех других вместе взятых свободных экономических зон страны.
В 2018 году был принят проект по расширению зоны. Утвержденный проект предусматривает включение в СЭЗ Bălți нескольких территорий, а именно:
- двух участков земли общей площадью более 2,5 гектаров в мун. Бельцы;
- двух участков земли общей площадью 0,4 га в городе Кагул;
- участка земли площадью 8,92 га в городе Штефан-Водэ;
- земельного участка площадью 20 га в городе Чимишлия;
- двух земельных участков площадью более 3 га в мун. Страшены;
- трех участков земли общей площадью почти 1,5 га в селе Албинецул Векь в Фалештском районе;
- участка земли площадью 8,5234 га в городе Резина.